# 卡拉奇三兄弟

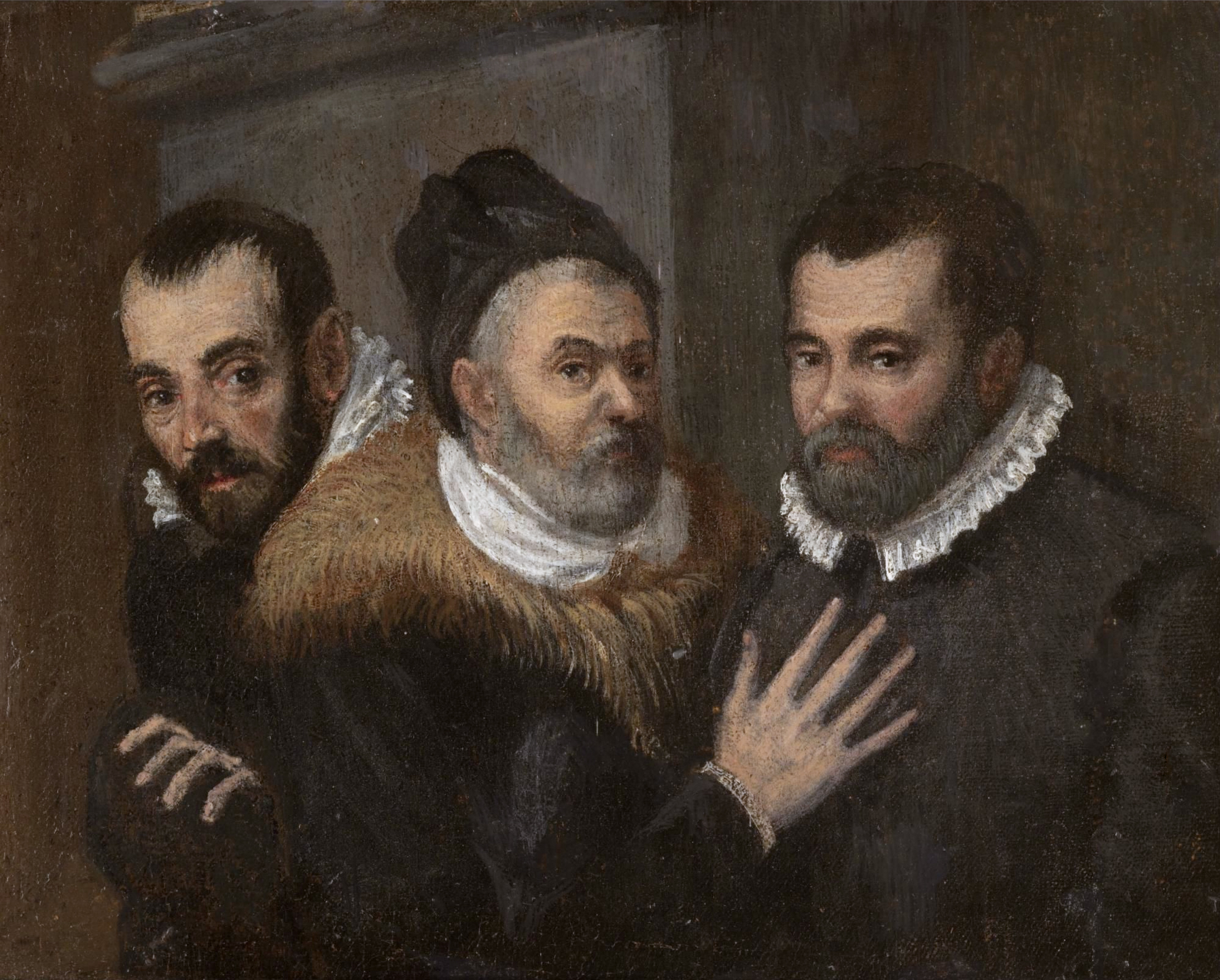
从左到右分别为安尼巴莱·卡拉奇、卢多维科·卡拉奇和阿戈斯蒂诺·卡拉奇

卡拉奇三兄弟（義大利語：Carracci，發音：[karˈrattʃi] ⓘ）是16世纪意大利博洛尼亚的三位画家：安尼巴莱·卡拉奇（1560-1609）、阿戈斯蒂诺·卡拉奇（1557-1602）和卢多维科·卡拉奇（1555-1619）。安尼巴莱和阿戈斯蒂诺是亲兄弟，卢多维科是二人的表兄。卡拉奇三兄弟于1582年创办了一所艺术学校——启程者学院，在艺术理论方面留下了宝贵遗产。